# 反應堆保護系統
反應堆保護糸統（英語：Reactor Protection System，RPS）是核電廠的核安全和保安糸統組件，設計用以關閉核反應堆和防止放射性物質泄漏。系統可以自動“跳閘”（啟動緊急停機）或由操作員啟動。當超過限制設定值（溫度，壓力）時便會跳閘。緊急停機啟動時，控制棒會完全插入（壓水堆利用重力插入，控制棒以高速插入沸水堆）反應堆以關閉反應堆。

## 沸水反應堆
- 沸水反應堆安全系統（英语：Boiling water reactor safety system#Reactor Protection System (RPS)）